# Мемориал Кереса

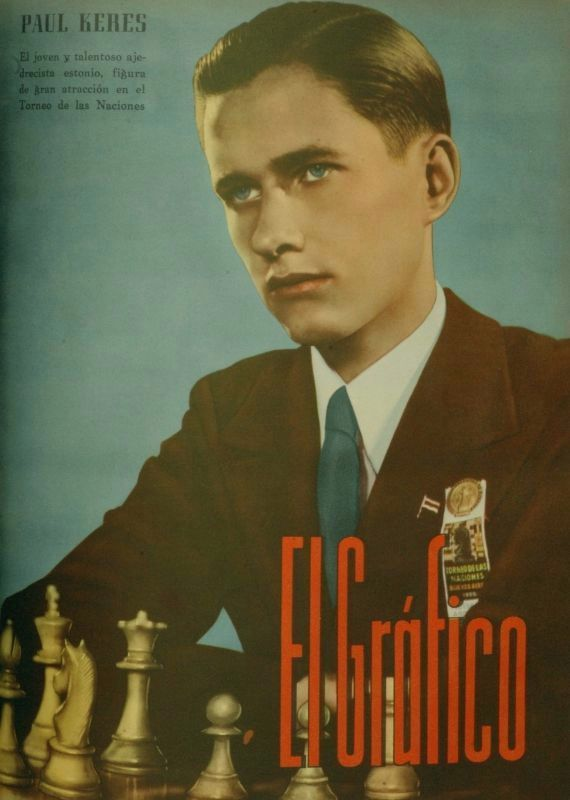
П. П. Керес в 1939 г.

Мемориал Кереса — название двух традиционных турниров, посвященных памяти международного гроссмейстера П. П. Кереса (1916—1975). Один из турниров проводится в Таллине, другой — в Ванкувере.

## Турнир в Таллине

### Международный турнир
Международные турниры в Таллине проводились с 1969 г. с периодичностью раз в два года. Керес дважды (в 1971 и 1975 гг.) становился победителем этих турниров. С 1977 г. турнир имел официальное название мемориал П. П. Кереса. Последний такой турнир был проведен в 1989 г.
| Год  | Победитель                                   | +   | −   | =   | Результат | Примечания                    |
| ---- | -------------------------------------------- | --- | --- | --- | --------- | ----------------------------- |
| 1969 | Штейн, Леонид                                | 8   | 0   | 5   | 10½ из 13 | Основная статья — Таллин 1969 |
| 1971 | Керес, Пауль Таль, Михаил                    | 8 9 | 0 1 | 7 5 | 11½ из 15 | Основная статья — Таллин 1971 |
| 1973 | Таль, Михаил                                 | 9   | 0   | 6   | 12 из 15  | Основная статья — Таллин 1973 |
| 1975 | Керес, Пауль                                 | 6   | 0   | 9   | 10½ из 15 | Основная статья — Таллин 1975 |
| 1977 | Таль, Михаил                                 | 10  | 3   | 2   | 11 из 15  | Основная статья — Таллин 1977 |
| 1979 | Петросян, Тигран                             | 8   | 0   | 8   | 12 из 16  | Основная статья — Таллин 1979 |
| 1981 | Таль, Михаил                                 | 5   | 0   | 10  | 10 из 15  | Основная статья — Таллин 1981 |
| 1983 | Ваганян, Рафаэл Таль, Михаил                 | 6 6 | 1 1 | 8 8 | 10 из 15  | Основная статья — Таллин 1983 |
| 1985 | Долматов, Сергей                             | 6   | 1   | 7   | 9½ из 14  | Основная статья — Таллин 1985 |
| 1987 | Гуревич, Михаил                              | 6   | 1   | 6   | 9 из 13   | Основная статья — Таллин 1987 |
| 1989 | Олль, Лембит Тимошенко, Георгий Эльвест, Яан | 4 4 | 0 0 | 6 6 | 7 из 10   | Основная статья — Таллин 1989 |

### Турнир с укороченным контролем времени
С 1991 г. в Таллине под вывеской мемориала Кереса стали проводиться турниры в формате рапида. Изначально соревнования проводились в общей группе, но с 1999 г. женский турнир стал проводиться отдельно. В 2011 г. мужской и женский турниры снова объединили.
| Год  | Победитель                                            | Победительница                  |
| ---- | ----------------------------------------------------- | ------------------------------- |
| 1991 | Реммель, Анто                                         |                                 |
| 1992 | Юдасин, Леонид                                        |                                 |
| 1993 | Эльвест, Яан                                          |                                 |
| 1994 | Корчной, Виктор                                       |                                 |
| 1995 | Олль, Лембит                                          |                                 |
| 1996 | Иванчук, Василий                                      |                                 |
| 1997 | Гавриков, Виктор                                      |                                 |
| 1998 | Олль, Лембит Аталык, Суат                             |                                 |
| 1999 | Гавриков, Виктор                                      | Степовая, Татьяна               |
| 2000 | Иванчук, Василий                                      | Степовая, Татьяна               |
| 2001 | Тимман, Ян                                            | Чмилите, Виктория               |
| 2002 | Гавриков, Виктор                                      | Рейзниеце, Дана                 |
| 2003 | Морозевич, Александр                                  | Крамлинг, Пиа                   |
| 2004 | Широв, Алексей                                        | Чибурданидзе, Майя              |
| 2005 | Широв, Алексей                                        | Ковалевская, Екатерина          |
| 2006 | Иванчук, Василий Карпов, Анатолий Касымджанов, Рустам | Берзиня, Илзе                   |
| 2008 | Малахов, Владимир                                     | Берзиня, Илзе Чмилите, Виктория |
| 2009 | Дреев, Алексей Емелин, Василий                        | Петц, Элизабет                  |
| 2011 | Широв, Алексей                                        |                                 |
| 2012 | Широв, Алексей                                        |                                 |
| 2013 | Широв, Алексей                                        |                                 |
| 2014 | Коваленко, Игорь                                      |                                 |
| 2015 | Тивяков, Сергей                                       |                                 |
| 2016 | Коваленко, Игорь                                      |                                 |

### Мемориальный фестиваль
С 2004 г. с меняющейся регулярностью в Таллине проводятся также турниры памяти Кереса с традиционным контролем.
| Год  | Победитель                    |
| ---- | ----------------------------- |
| 2004 | Кюлаотс, Кайдо Смирнов, Артем |
| 2005 | Канеп, Меэлис                 |
| 2006 | Рычагов, Михаил               |
| 2007 | Тимошенко, Георгий            |
| 2008 | Емелин, Василий               |
| 2010 | Сепп, Олав                    |
| 2014 | Данин, Александр              |

## Турнир в Ванкувере
В 1975 г. в Ванкувере состоялся шахматный турнир по швейцарской системе, 1-е место в котором занял П. П. Керес. Эта победа оказалась последней в жизни шахматиста: на обратном пути в СССР он скоропостижно скончался. Со следующего года турниру в Ванкувере было присвоено имя Кереса. Турнир проводится ежегодно, всего проведено 42 турнира.
| Год  | Победитель                                                                       |
| ---- | -------------------------------------------------------------------------------- |
| 1975 | Керес, Пауль                                                                     |
| 1976 | Тарджан, Джеймс                                                                  |
| 1977 | Уотсон, Джон                                                                     |
| 1978 | Зук, Роберт                                                                      |
| 1979 | Байасас, Питер Гриф, Джон Мак-Кормик, Джеймс                                     |
| 1980 | Пуполс, Виктор                                                                   |
| 1981 | Дональдсон, Джон Фасано, Рэй                                                     |
| 1982 | Дональдсон, Джон Тэнгборн, Эрик                                                  |
| 1983 | Дональдсон, Джон                                                                 |
| 1984 | Зук, Роберт Пясецкий, Леон Силмен, Джереми Тейлор, Гордон                        |
| 1985 | Брэйли, Джон Джойнер, Лайонел Дональдсон, Джон                                   |
| 1986 | Спраггетт, Кевин                                                                 |
| 1987 | О'Доннелл, Том                                                                   |
| 1988 | Кузнецов, Алекс Спраггетт, Кевин                                                 |
| 1989 | Ветемаа, Юри                                                                     |
| 1990 | Берри, Джонатан Дональдсон, Джон                                                 |
| 1991 | Фтачник, Любомир                                                                 |
| 1992 | Фтачник, Любомир                                                                 |
| 1993 | Штол, Игор                                                                       |
| 1994 | Басанта, Гэри Берри, Джонатан Ветемаа, Юри                                       |
| 1995 | Ветемаа, Юри Холлем, Джон Теплицкий, Ян                                          |
| 1996 | Орлов, Георгий                                                                   |
| 1997 | Теплицкий, Ян                                                                    |
| 1998 | Спраггетт, Кевин                                                                 |
| 1999 | Орлов, Георгий Теплицкий, Ян Юс, Джек                                            |
| 2000 | Епишин, Владимир                                                                 |
| 2001 | Орлов, Георгий                                                                   |
| 2002 | Бесник, Беко Мэн Фаньхао Орлов, Георгий Юс, Джек                                 |
| 2003 | Орлов, Георгий                                                                   |
| 2004 | Орлов, Георгий                                                                   |
| 2005 | Юс, Джек                                                                         |
| 2006 | Печискер, Альфред                                                                |
| 2007 | Орлов, Георгий                                                                   |
| 2008 | Чэн Биньди Орлов, Георгий                                                        |
| 2009 | Юс, Джек                                                                         |
| 2010 | Жиганшин, Роман Орлов, Георгий Ривас Пастор, Мануэль Рогонян, Екатерина Юс, Джек |
| 2011 | Дорошенко, Максим Орлов, Георгий                                                 |
| 2012 | Юс, Джек                                                                         |
| 2013 | Орлов, Георгий                                                                   |
| 2014 | Орлов, Георгий                                                                   |
| 2015 | Цао, Джейсон                                                                     |
| 2016 | Сохал, Танрадж                                                                   |
| 2017 | Сохал, Танрадж                                                                   |